# Nationalpark Vicente Pérez Rosales

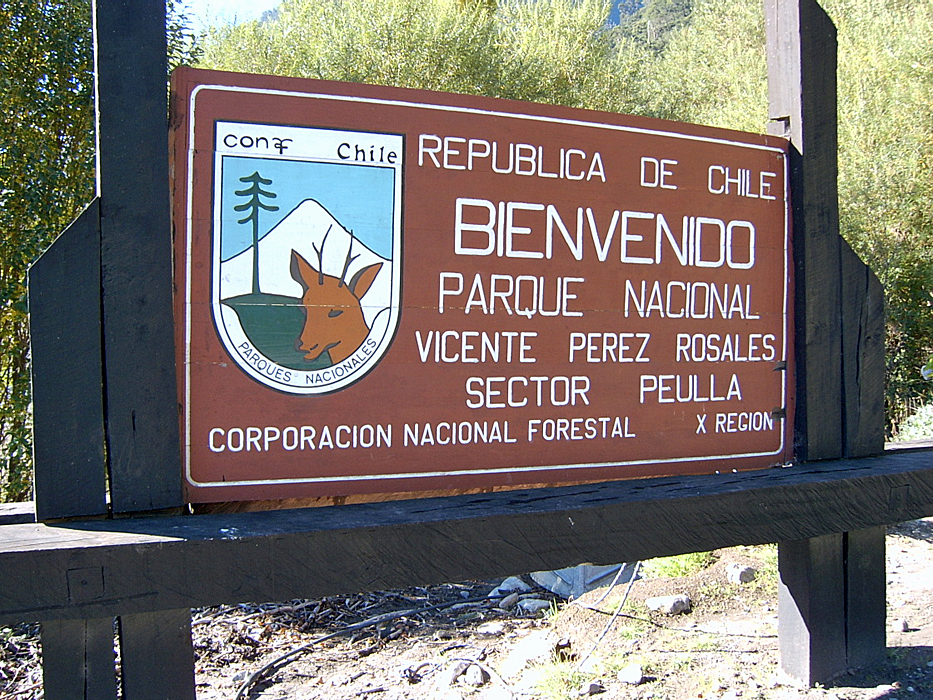
Eingang zum Nationalpark in Peulla

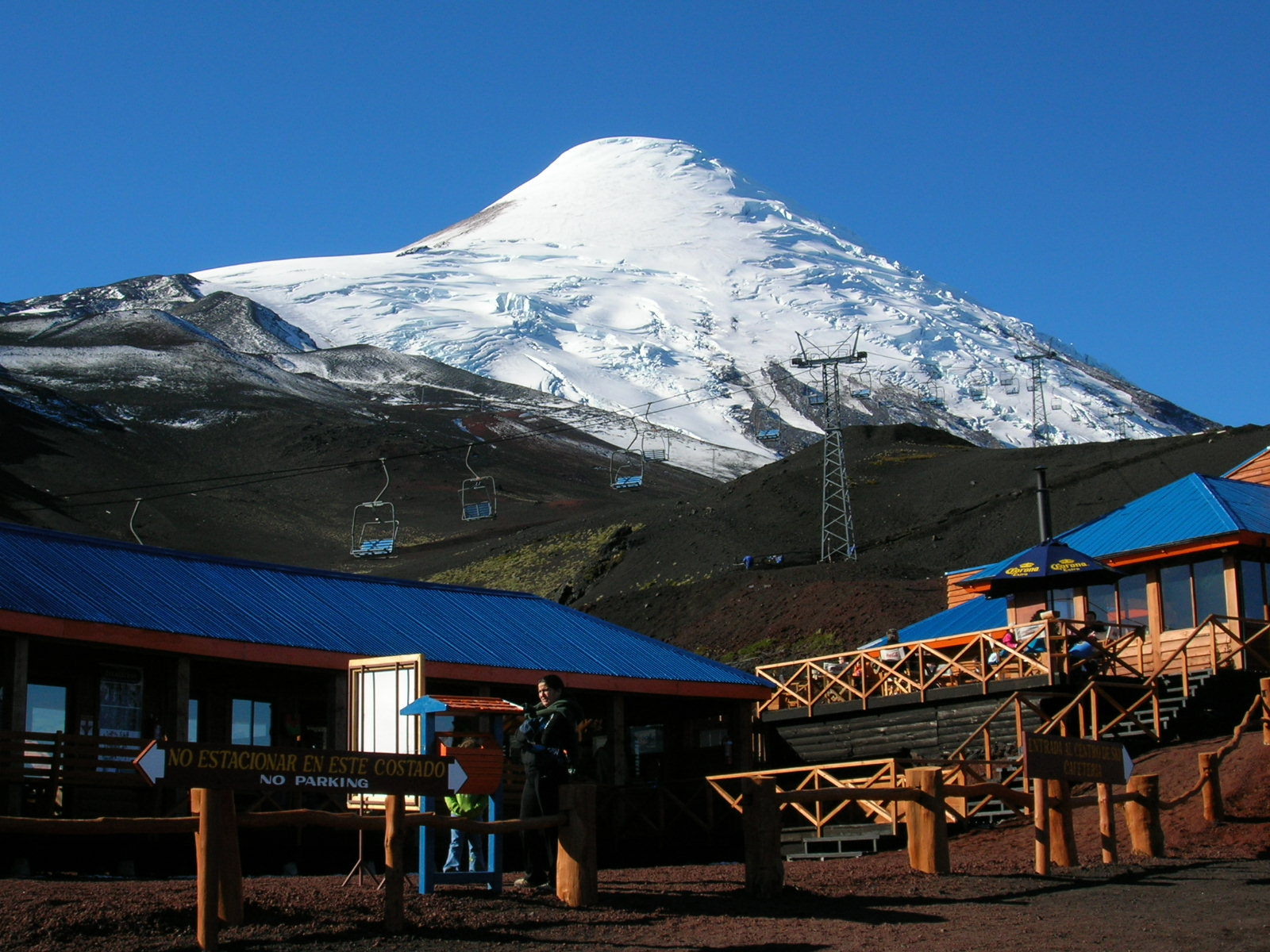
Skizentrum im La Burbuja Gebiet

Der Nationalpark Vicente Perez Rosales (span. Parque Vicente Peréz Rosales ) liegt in Chile in der X. Region, der Región de los Lagos. Benannt ist der bereits 1926 eingerichtete und damit älteste Nationalpark Südamerikas nach dem chilenischen Politiker und Diplomaten Vicente Pérez Rosales (1807–1886).

## Geografie
Der 231.000 ha große Nationalpark liegt etwa 60 km östlich von Puerto Varas in den Anden und erstreckt sich bis an die Grenze zu Argentinien. Höchster Punkt ist der Vulkan Osorno mit 2652 Metern. Am Fuße des Vulkans erstreckt sich der Gebirgssee Lago Todos los Santos, der weit in die Anden hineinreicht. Entwässert wird der See durch den Río Petrohué, der südostwärts fließt und schließlich in den Pazifik mündet. Dabei passiert der Fluss nach 16 km die Saltos de Petrohué, eine Reihe von spektakulären Stromschnellen und Wasserfällen.

## Flora und Fauna
Durch die zahlreichen Niederschläge im Park und die Höhenlage ist die Vegetation durch Valdivianischen Regenwald geprägt.
Im Park lebende Säugetiere sind neben Pudú und Puma auch der Argentinische Kampfuchs und die Chilenische Waldkatze, die aber allesamt äußerst scheu und von Besuchern selten anzutreffen sind. Außerdem finden sich mehrere Beutelsäuger, so die Chiloé-Beutelratte und Chilenische Opossummaus sowie mehrere Vogelarten.

## Tourismus

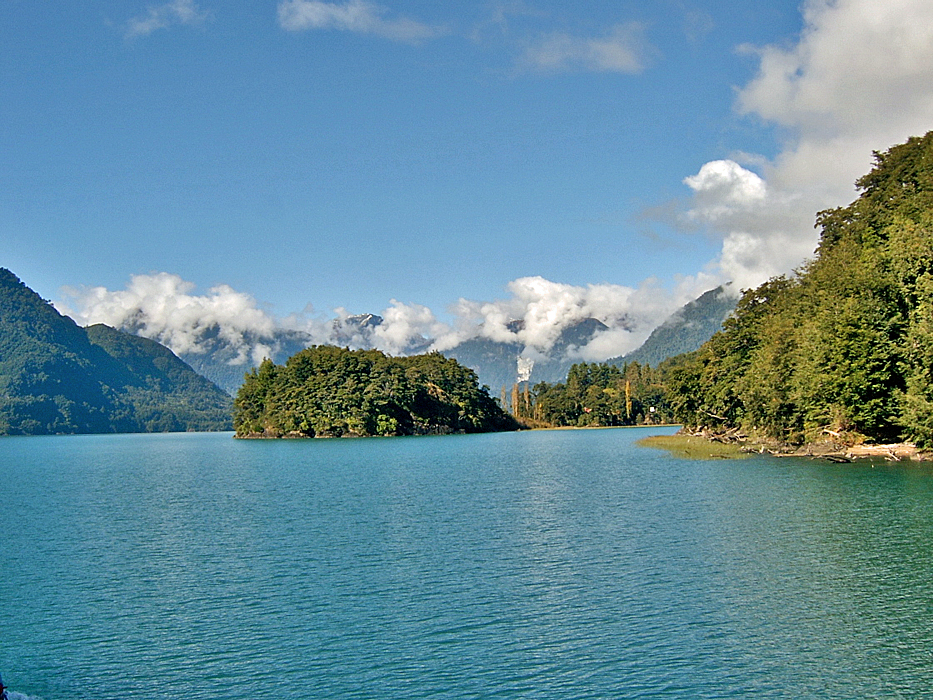
Auf dem Lago Todos los Santos

Der Nationalpark gehört zu den wichtigsten touristischen Zielen der Región de los Lagos, dementsprechend gut ist die Infrastruktur. In den Park fahren regelmäßig Ausflugsbusse von Puerto Montt und Puerto Varas. Die Zufahrtsstraße ist bis zu den Saltos de Petrohué asphaltiert, die eine der Hauptattraktionen sind und durch einige kürzere Spazierwege und Brücken für Besucher zugänglich gemacht wurden. Längere markierte Wanderwege gibt es im Park nicht.
In Petrohué am Ufer des Lago Todos los Santos gibt es ein Hotel und Campingplätze. Eine beliebte Tour ist die Cruce de Lagos, ein mehrtägiger kombinierter Bus-Schiffs-Ausflug über den Lago Todos los Santos und den Lago Nahuel Huapi nach San Carlos de Bariloche in Argentinien.